# R.O.D (소설)
《R.O.D》는 구라타 히데유키가 쓴 소설이다. 2001년에 3편의 애니메이션이 OVA로 발매되었고, 2003년에는 속편이 《R.O.D -THE TV-》라는 제목의 TV시리즈로 제작되었다.
대한민국에서는 NT 노벨에서 원작 소설이, 학산문화사를 통해 만화책이 출판되었다. 애니메이션은 OVA판이 애니원을 통해 방영되었다.

## 소설판(라이트 노벨)
- 지음: 구라타 히데유키 & 스튜디오 오르페
- 그림: 우온 타라쿠
- 퍼냄: 슈에이샤
- 한국어판
  - 옮김: 황상훈
  - 퍼냄: 대원씨아이

1. R.O.D - 2002년 9월 10일 (ISBN 89-528-4935-3)
2. R.O.D - 2002년 11월 10일 (ISBN 89-528-5321-0)
3. R.O.D - 2003년 2월 10일 (ISBN 89-528-4934-5)
4. R.O.D - 2003년 5월 10일 (ISBN 89-528-6097-7)
5. R.O.D - 2003년 8월 10일 (ISBN 89-528-6476-X)
6. R.O.D - 2003년 11월 10일 (ISBN 89-528-6889-7)
7. R.O.D - 2004년 3월 10일 (ISBN 89-528-7459-5)
8. R.O.D - 2004년 6월 10일 (ISBN 89-528-7892-2)
9. R.O.D - 2004년 11월 10일 (ISBN 89-528-8550-3)
10. R.O.D - 2005년 3월 11일 (ISBN 89-528-9204-6)
11. R.O.D - 2007년 2월 15일

## 애니메이션판

### R.O.D -READ OR DIE-
OVA

### R.O.D -THE TV-
TV판
총 26화

## 만화판

### R.O.D -READ OR DIE-
요미코 리드맨의 원작과는 다른 노선의 활약사를 그린 만화책으로, 갑작스럽고 억지가 섞인 이야기 전개로 인해 좋은 평가는 얻지 못하였다. 현재 학산문화사의 출판 목록에서 빠져있다.
- 그림: 야마다 아키타로(山田秋太郎)
- 출간: 학산문화사

1. Read or Die - 2002년 1월 30일 (ISBN 6000048652 {{isbn}}의 변수 오류: 유효하지 않은 ISBN.)
2. Read or Die - 2002년 2월 6일 (ISBN 89-529-2200-X
3. Read or Die - 2002년 3월 18일 (ISBN 6000048322 {{isbn}}의 변수 오류: 유효하지 않은 ISBN.)
4. Read or Die - 2002년 9월 19일 (ISBN 89-529-3113-0)

### R.O.D -READ OR DREAM-
TV판 애니메이션 《R.O.D -THE TV-》의 주인공으로 등장한 세 자매의 일상을 옴니버스로 그린 만화책이다. 전 4권으로 완결을 맺었고 대한민국에서는 학산문화사에서 번역 출간되었다.
- 그림: 아야가나 란(綾永らん)
- 한국어판
  - 옮김: 장혜영
  - 출간: 학산문화사

1. Read or Dream - 2004년 12월 1일 (ISBN 89-529-6140-4)
2. Read or Dream - 2004년 12월 20일 (ISBN 89-529-6354-7)
3. Read or Dream - 2005년 2월 1일 (ISBN 89-529-6490-X)
4. Read or Dream - 2005년 11월 3일 (ISBN 89-529-7599-5)